# Maksim Eftimow
Maksim Eftimow (bulgarisch Максим Евтимов; * 28. Mai 1995 in Sofia) ist ein bulgarischer Eishockeyspieler, der seit 2013 bei den Ice Devils Sofia in der zweiten bulgarischen Liga unter Vertrag steht.

## Karriere
Maksim Eftimow begann seine Karriere als Eishockeyspieler in der Nachwuchsabteilung von Akademika Sofia. 2008 ging er zum HK ZSKA Sofia, mit dessen U16-Mannschaft er 2010 den bulgarischen Meistertitel errang. Nach diesem Erfolg wechselte er zum HC Benátky nad Jizerou, für den er zunächst mit der U16- und dann mit der U18-Mannschaft in der zweithöchsten tschechischen Spielklasse der jeweiligen Altersstufe antrat. 2012/13 stand er beim BK Mladá Boleslav in der höchsten tschechischen U18-Liga auf dem Eis. Anschließend kehrte er in seine Geburtsstadt Sofia zurück, wo er seither bei den Ice Devils in der zweiten bulgarischen Liga spielt.

### International
Im Juniorenbereich spielte Eftimow für Bulgarien in der Division III der U-18-Weltmeisterschaften 2011, 2012 und 2013, als er nicht nur als Mannschaftskapitän der Bulgaren fungierte, sondern auch als bester Spieler seiner Mannschaft ausgezeichnet wurde, sowie der U-20-Weltmeisterschaften 2012, 2013 und 2014.
Mit der bulgarischen Herren-Nationalmannschaft nahm Eftimow an den Weltmeisterschaften der Division II 2013 und der Division III 2014 teil.

## Erfolge und Auszeichnungen
- 2010 Bulgarischer U16-Meister mit dem HK ZSKA Sofia
- 2014 Aufstieg in die Division II, Gruppe B, bei der Weltmeisterschaft der Division III